# Chrysophyllum longifolium
Chrysophyllum longifolium – gatunek drzew należących do rodziny sączyńcowatych. Występuje na obszarze Ameryki Południowej.